# Ибатуллин, Руслан Римович
Руслан Римович Ибатуллин (род. 30 июня 1994, Чишмы, Башкортостан) — российский хоккеист, защитник.

## Биография
Воспитанник уфимского «Салавата Юлаева». В сезонах 2011/12 — 2014/15 играл в МХЛ за «Толпар». Сезон 2015/16 провёл в чемпионате Казахстана в составе «Кулагера» Петропавловск, со следующего сезона играл за «Торпедо» Усть-Каменогорск в ВХЛ, провёл два матча в чемпионате Казахстана за «Алтай-Торпедо». Сезон 2018/19 отыграл в карагандинской «Сарыарке». Следующий сезон начал в «Адмирале» Владивосток, провёл 18 матчей в КХЛ. Затем играл в ВХЛ за «Ермак» Ангарск, «Сокол» Красноярск, «Металлург» Новокузнецк. С сезона 2022/23 вновь в «Адмирале». В декабре попал в аварию на арендованной машине, получил серьёзные повреждения. Вскоре клуб расторг с Ибатуллиным контракт, но в мае снова принял его в свои ряды. 10 июля 2024 года перешёл в клуб ВХЛ «Югра».